# Lukoil Neftohim Burgas
LUKOIL Neftohim Burgas (bulgarsk: ЛУКОЙЛ Нефтохим Бургас) er et bulgarsk olieselskab, hvis primære aktivitet er drift af olieraffinaderiet i Burgas. Siden 2005 har det været ejet af russiske Lukoil.